# PGC 2277264
LEDA/PGC 2277264 ist eine Galaxie im Sternbild Herkules am Nordsternhimmel, die schätzungsweise 415 Millionen Lichtjahre von der Milchstraße entfernt ist. Sie interagiert mit ihrem wesentlich größeren Nachbarn IC 1222.